# Denney (Territoire de Belfort)
Denney település Franciaországban, Territoire de Belfort megyében. Lakosainak száma 762 fő (2022. január 1.). Denney Roppe, Belfort, Bessoncourt, Offemont, Pérouse, Phaffans és Vétrigne községekkel határos.

## Népesség
A település népességének változása:
| Lakosok száma | 771  | 772  | 793  | 762  | 764  | 757  | 760  | 761  | 762  |
|               | 2013 | 2015 | 2016 | 2017 | 2018 | 2019 | 2020 | 2021 | 2022 |